# Limenitis radiata
Limenitis radiata är en fjärilsart som beskrevs av Schultze. Limenitis radiata ingår i släktet Limenitis och familjen praktfjärilar. Inga underarter finns listade i Catalogue of Life.